# Лоанс, Илия бен-Моисей Ашкенази
Илия бен-Моисей Ашкенази Лоанс (также известный как Илия Баал-Шем, ивр. אליהו לואנל בעל שם‎; ок. 1555, по другим данным ок. 1564 Франкфурт-на-Майне — июль 1636, Вормс) — немецкий раввин, мистик и каббалист.

## Биография
Происходил из семьи Раши. По материнской линии приходился внуком Иоханану Лурии, по отцовской — Йоселю из Росхейма. Родился во Франкфурте-на-Майне по одним данным ок. 1555, по другим — около 1564 года. Обучался в своём родном городе у Якова Гинзбурга и Акивы Франкфорта. Затем — в Кракове у Менахема Менделя. В Кракове подготовил к печати «Дархей Моше» Моше Иссерлеса. С начала XVII века и до 1612 года был раввином в Фульде, затем — в Ханау (1612—1620), Фридберге (1620—1630) и Вормсе (1630—1636). Скончался в Вормсе в 1636 году.
Лоанс был прилежным исследователем каббалы, за что был прозван Баал-Шемом. Помимо этого, занимался музыкой и каллиграфией.